# Forêt de Boixe
La forêt de Boixe est un massif boisé de la Charente situé à 20 km au nord d'Angoulême.

## Géographie

### Localisation
La forêt recouvre un vaste plateau allongé orienté du sud-est au nord-ouest.
Au sud-est, la forêt est limitée par la N.10 d'Angoulême à Poitiers. Toutefois, au-delà, de nombreux bois disséminés principalement sur la commune d'Aussac-Vadalle font la liaison avec la forêt de la Braconne qui est dans son prolongement, et qui commence véritablement à Jauldes situé à 4 km.
Au nord-ouest, la forêt est limitée par la vallée de la Charente qui passe à Villognon.
La longueur de la Boixe est d'environ 7 km. Sa largeur ne fait tout au plus que 3 ou 4 km. La forêt est assez découpée, principalement au centre sud-est par l'importante clairière du Chalet de la Boixe.
Elle est à la jonction de plusieurs communes: Aussac-Vadalle, Villejoubert, Saint-Amant-de-Boixe, Vervant, Cellettes, Maine-de-Boixe, et l'extrémité de Villognon à l'ouest.
La D.18, de Saint-Amant-de-Boixe à Mansle, traverse aussi la forêt du nord au sud. La D.116 la traverse du nord-est au sud-ouest entre Maine-de-Boixe et Vervant.

### Géologie
Située sur un vaste plateau allongé de calcaire jurassique, couronne intérieure du Bassin aquitain, la forêt de Boixe faisait partie de la grande forêt primitive qui se prolonge au nord-ouest, de l'autre côté de la Charente, par la forêt de Tusson, puis la grande forêt d'Argenson, forêt actuellement disparue mais qui regroupait les forêt d'Aulnay, forêt de Chef-Boutonne et forêt de Chizé, et au sud par la forêt de la Braconne, la forêt de Bois Blanc, puis la forêt de Dirac - Horte et les forêts du Périgord,,.
Ce plateau calcaire repose directement sur le socle cristallin du Massif central. Il est le prolongement du karst de La Rochefoucauld, mais contrairement à cette zone, on ne trouve pas de gouffres importants, seulement des petites vallées sèches appelées combes et quelques dolines appelées fosses ou lacs, comme dans la forêt voisine de la Braconne.

### Végétation
La flore est la même que celle de la forêt de la Braconne qui la prolonge à cause du substrat géologique. On y trouve des arbres de sol calcaire, comme les chênes, pins noirs d'Autriche, hêtres.
Sur les pins, il y a chaque année plus ou moins de chenilles processionnaires, qui ont certaines années été un véritable fléau.

## Étymologie
Boixe viendrait du vieil occitan boissièra signifiant buissaie, lui-même peut-être dérivé du latin buxus (buis) ou boscus (bois). La forêt est appelée silva Buxea entre 988 et 1028, et silva vocata Buxia au début du XIIe siècle.

## Histoire
Au VIIe siècle, Amant de Boixe s'établit dans la forêt et y fonde son ermitage.
Entre 900 et 1150, l'expansion agraire donne lieu à d'importants défrichements.
La forêt appartenait aux comtes d'Angoulême.
En 1173, en échange de la mauvaise conduite de Vulgrin II fils de Guillaume qui s'était allié aux Cottereaux, bandits qui désolaient alors la France, l'évêque Pierre de Laumont crée le Maine-de-Boixe aux dépens de la forêt, endroit qui s'appelait alors Saint-Thomas-de-Boixe, puis le Maine-de-l'Évêque au Moyen Âge, et enfin le Maine-de-Boixe.
Une autre nouvelle paroisse, Villejoubert, est créée au XIe siècle par Joubert, forestier de la Boixe.
La forêt de Boixe passe de l'Angoumois à la Saintonge, puis au XIVe siècle elle est achetée par les barons de La Rochefoucauld avec Montignac.
En 1761, Étienne Munier, intendant du roi de la généralité de Limoges dont dépendait alors l'Angoumois, écrit que « la forêt de Bouesse contient 3000 journaux d'étendue et appartient à la Maison de La Rochefoucauld. Elle contient des chênes et des hêtres dont les fruits engraissent des élevages de dindes à Aussac, et que les faînes pourraient servir à faire de l'huile. ».
Cependant, hormis le bois des Moines dépendant de l'abbaye de Saint-Amant, le sol pierreux nuit à la qualité du bois et à son exploitation pour la construction des vaisseaux ou de longues charpentes et encore moins pour le bois merrain.

## Lieux

### Chalet de la Boixe
Situé au sud-est de la forêt, son domaine occupe une vaste clairière. Il est situé au bout de la Grande Allée qui traverse la forêt sur toute sa longueur. Il est accessible depuis l'échangeur d'Aussac-Vadalle sur la N.10. Un ancien télégraphe de Chape se situait sur l'allée perpendiculaire (borne géodésique d'altitude 123 m).

### Mascarine
La Mascarine (ou Macarine), chapelle du XIIe siècle ruinée située au sud-est du Chalet de la Boixe, dans la commune de Villejoubert, est en pleine forêt et accessible par sentier uniquement. Ancien Luc consacré à Apollon, elle pourrait être le lieu de la première chapelle dédiée à Saint Pierre avant la restitution à l'abbaye de Saint-Amant-de-Boixe par le comte Guillaume V d'Angoulême et où se tenait une foire le samedi saint,. Elle est en cours de restauration depuis les années 2010.
45° 49′ 06″ N, 0° 10′ 49″ E

### Nécropole de la Boixe
La nécropole de la Boixe comporte principalement sur la commune de Vervant le tumulus de la Boixe et le dolmen B de la Boixe. Le tumulus de la Boixe est une nécropole complexe, assemblage de chambres accessibles par un couloir, recouverts par le tumulus. 45° 50′ 34″ N, 0° 08′ 56″ E

### Pierre du sacrifice
La Pierre du sacrifice est située non loin du dolmen de la Boixe, mais sur la commune de Cellettes, il s'agit d'un reste de dolmen faisant aussi partie d'une ancienne nécropole. La rainure « sacrificielle » date du XIXe siècle. Il est aussi appelé dolmen A de la Boixe pour le différencier du dolmen B de la Boixe. 45° 50′ 40″ N, 0° 08′ 57″ E

### Voie romaine
La voie préromaine allant de Périgueux à Poitiers appelée la Chaussade est confondue avec la route départementale 18, de Saint-Amant-de-Boixe à Mansle, qui traverse la forêt du sud au nord. Elle sert de limite de communes.

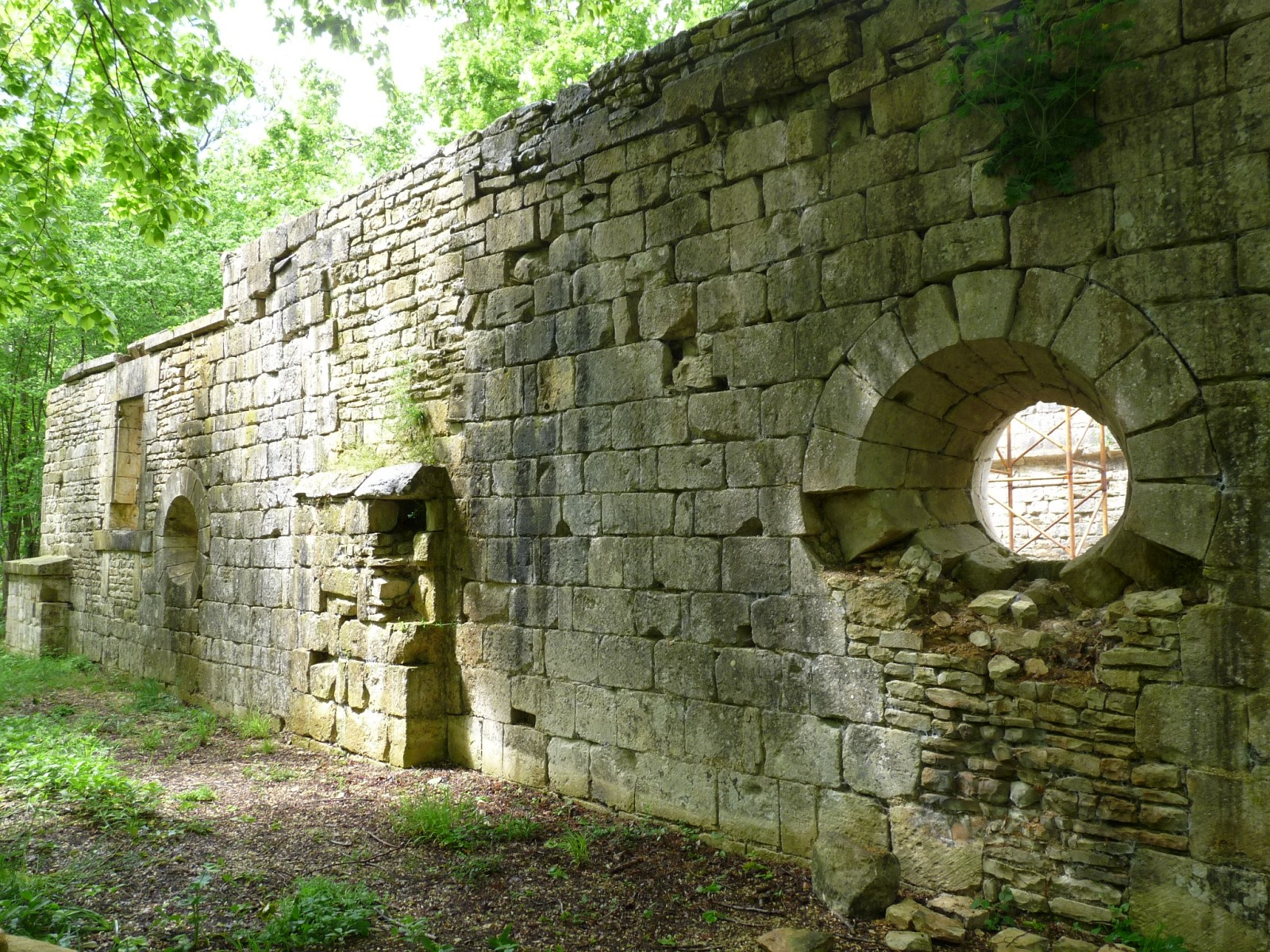
La Macarine
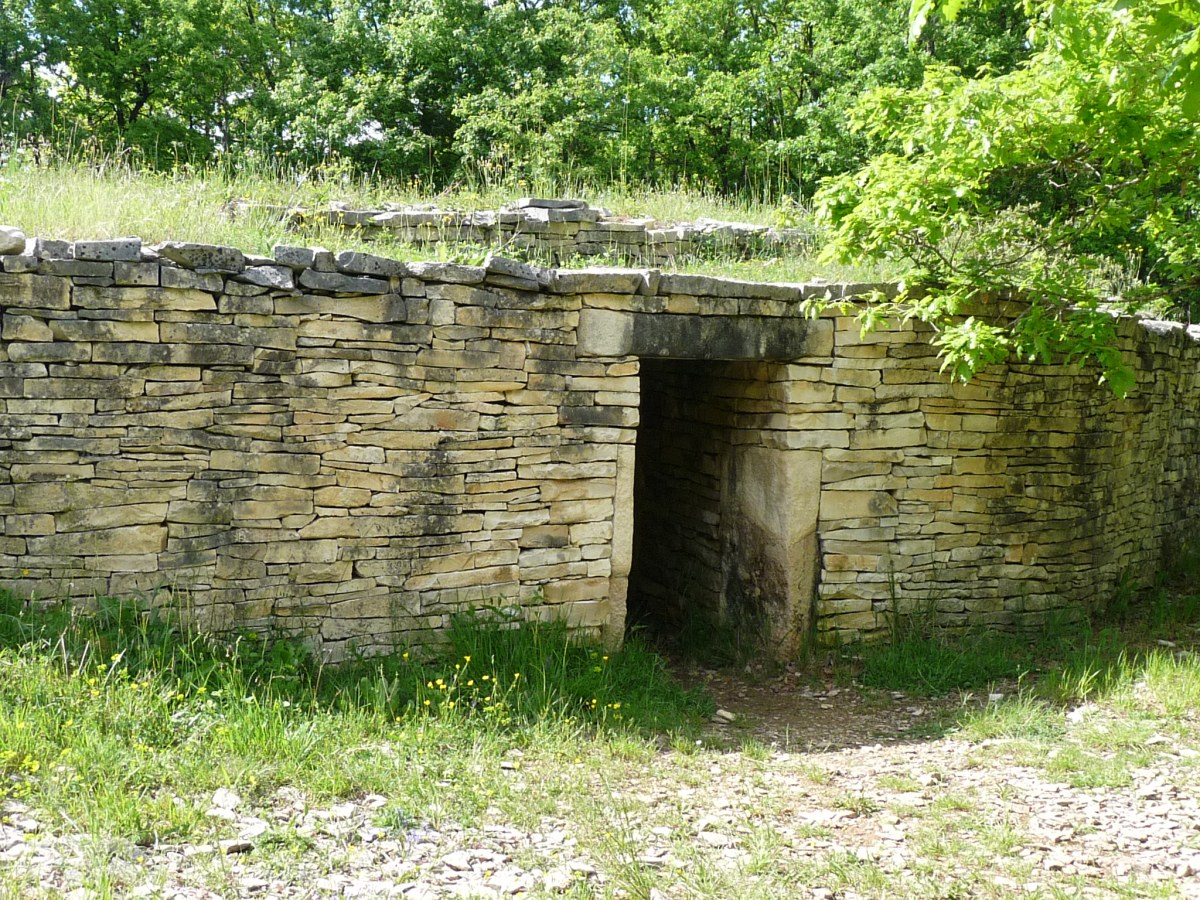
Le tumulus de la Boixe
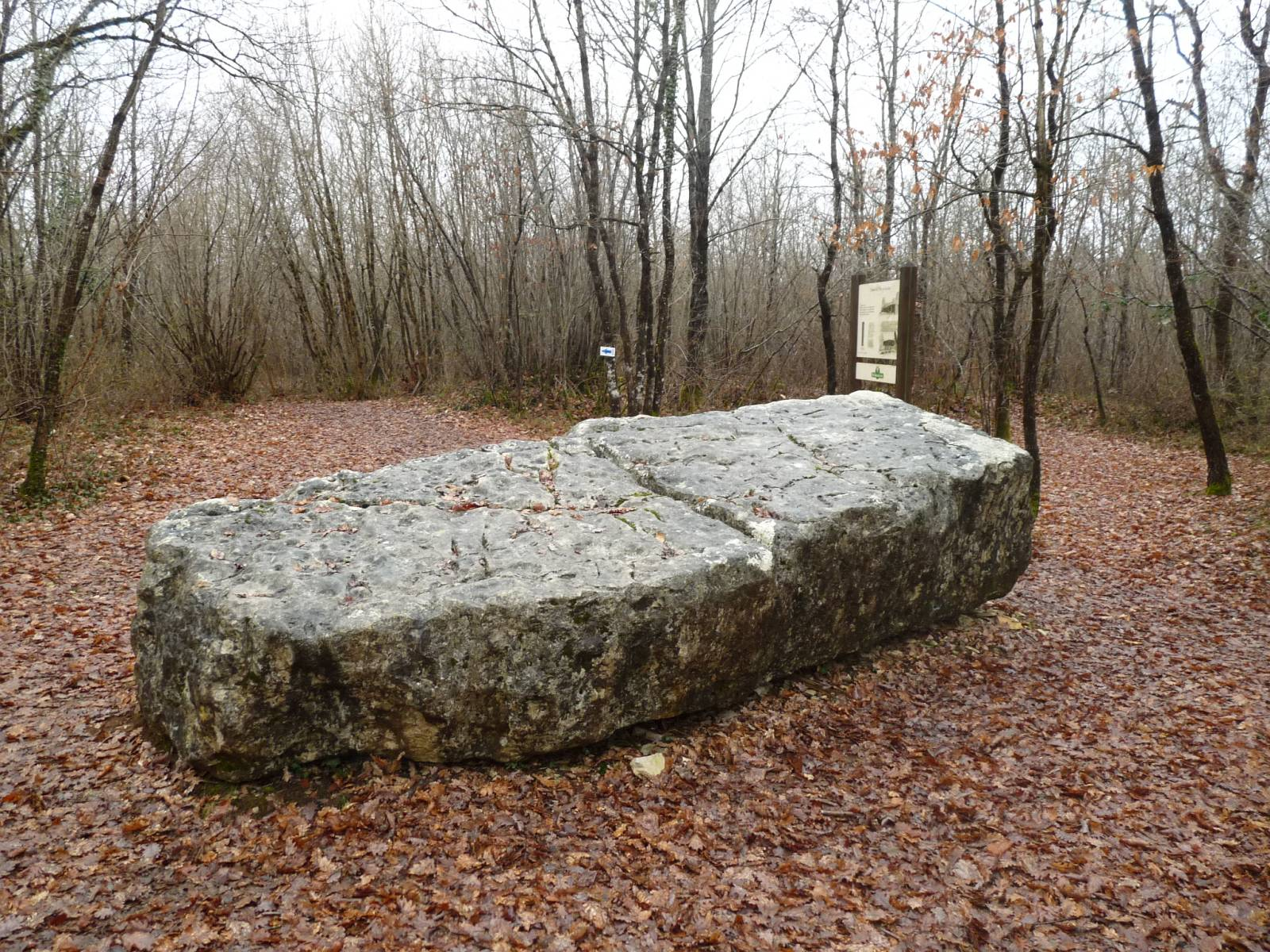
La pierre du sacrifice